# Killswitch Engage
Killswitch Engage (также KsE) — американская металкор-группа из города Уэстфилд, штат Массачусетс, которая образовалась в 1999 году после распада групп Overcast и Aftershock. Группа состоит из вокалиста Джесси Лича, гитаристов Джоэла Строцель и Адама Дуткевича, басиста Майка Д'Антонио и барабанщика Джастина Фоли.

## История группы

### Ранние годы (1999—2000)
Группа Killswitch Engage образовалась в 1999 году в городе Бостон (США, штат Массачусетс). После распада металкор группы Overcast вокалист и басист Майк Д’Антонио (он же Майк Ди) решил собрать новую команду с похожим профилем.	

Мне нравилось то, чем я занимался в Overcast, но в последнее время отношения между участниками накалились до предела. Ни один день не обходился без того, чтобы кто-то кому-то не набил морду… Когда я решил создать новую группу, я хотел перенести в неё все славные традиции Overcast. Тогда я ещё представить себе не мог, что Killswitch Engage станут для меня ещё более крутой и интересной группой». 
— Майк Д'Антонио
Спустя несколько месяцев к Майку присоединились гитаристы Джоэл Строцел и Адам Дуткевич, игравшие до этого в местной ню-метал команде Aftershock. Единственным недостающим компонентом был вокал. Коллектив долго искал подходящего вокалиста и к концу года остановил свой выбор на Джессе Личе (экс- Providence, Nothing Stays Gold). Джесс Лич оказался действительно неплохим вокалистом и оправдал все ожидания остальных участников. После того, как состав команды был окончательно сформирован, музыканты стали ломать голову над названием. Как рассказывает Джесс: «Мы перебрали целую кучу всевозможных названий, и тут у Майка неожиданно родилось Killswitch Engage (то есть „Курок Взведён“). Оно очень точно определяет наше звучание: мгновенное и стремительное сменяется медленным и затяжным, но готовым в любой момент выстрелить снова».
В 1999 году коллектив начал активно выступать в Бостоне. Группа довольно быстро приобрела известность в родном городе и уже в скором времени открывала концерты таких известных групп, как Korn, Sevendust и In Flames. В 2000 группа на собственные деньги выпустила EP под названием «Killswitch Engage». После выхода диска коллектив продолжил выступать на местных метал-площадках в рамках таких престижных фестивалей тяжелой музыки, как «Hellfest» и «The Worcester». Вскоре Killswitch Engage получили от группы Chimaira предложение отправиться в совместный тур по городам США вместе с Lamb of God. Гастроли на разогреве у представителей «новой волны американского хэви-метала» прошли удачно, и по окончании Killswitch Engage удалось заключить контракт с Roadrunner Records.

### Alive or Just Breathing(2001—2002)
В начале 2001 года группа приступила к работе над своим первым полноценным альбомом. Если «Killswitch Engage EP» был записан всего за пару месяцев, то создание второго диска заняло почти год. Продюсированием альбома занялся Адам (который до карьеры музыканта работал с группами From Autumn to Ashes и Unearth), а замикшировал альбом небезызвестный «металхэд» — Энди Снип (Andy Sneap) (Machine Head, Stuck Mojo, Earth Crisis). «Эта работа — самая удивительная и тяжелая вещь, над которой мне когда-либо приходилось работать, — повествует Дуткевич.- Это был какой-то сногсшибательный сплав брутальности, красоты, мелодичности, безумства и настойчивости».
В 2002 году все старания участников Killswitch Engage были воплощены в творение под названием «Alive Or Just Breathing». Вот, как объяснил название пластинки Джесс Лич: «Эта работа — своего рода призыв. Я хочу, чтобы люди почувствовали то отчаяние и то смятение, которое чувствую я. Я хочу, чтобы люди остановились и задумались над тем, что происходит вокруг. Настало время задать вопрос самому себе: ‘Ты жив? Или ты просто вдыхаешь воздух?’ Это мерзко, это отвратительно, но это то, чем является каждый из нас. И это нельзя игнорировать». Основные темы песен Killswitch Engage — власть в обществе и отношение к ней людей. «Большинство лирики на этом альбоме выражает идеи революции против угнетения, — объясняет Лич — Но речь идет не только о борьбе против тех сил, которые тебя окружают, но и о, своего рода, ‘ментальной революции’ внутри себя. Мне кажется, в этих песнях заключена суть музыки Killswitch Engage». «Alive Or Just Breathing» получил массу лестных отзывов со стороны музыкальных критиков. Журнал «CMJ New Music Report» охарактеризовал его, как «слишком крутой, чтобы быть настоящим», а журнал «Kerrang!» признал Killswitch Engage «самой горячей метал-командой 2002 года»! В поддержку диска коллектив отправился в ежегодный «Roadrunner RoadRage Tour» вместе с 36 Crazyfists и Five Point 0. В период этих гастролей, к группе присоединился новый участник — Том Горс. Адам уступил ему свои ударные, а сам при этом взялся за гитару. В обновлённом составе Killswitch Engage продолжили гастролировать вместе с Metallica, Slayer, Anthrax и Sepultura. К концу 2002 «Alive Or Just Breathing» разошёлся тиражом более 200 000 копий.

### Новый вокалист и барабанщик (2002—2003)
В личной жизни музыкантов все шло не так гладко, как в их карьере. В июне 2002 года вокалист Джесс Лич объявил о своем уходе из Killswitch Engage по причине беременности своей жены. «Труднее всего в этой жизни для меня выбирать одно из двух, — говорит Джесс.- На этот раз я должен был выбрать между моей семьёй, которую я безумно люблю, и моей командой, которая тоже для меня многое значит. Моя жена беременна и нуждается во мне как никогда раньше, и я буду плохим мужем и отцом, если не буду с ней рядом. Поэтому я вынужден покинуть своих братьев из Killswitch Engage. Я выражаю огромную благодарность Майку, Джоэлу, Тому, Адаму и всем, кто был рядом со мной и поддерживал меня все эти годы. Храни вас Господь». Остальные участники группы отнеслись к решению Лича с пониманием, несмотря на то, что это известие было для них настоящим шоком. «Уход Джесса из группы был настолько неожиданным, — рассказывает Адам.- Он не оставил нам выбора: либо мы найдем нового фронтмена, либо это будет конец истории Killswitch Engage». Коллектив занялся поисками нового вокалиста и после пары неудачных попыток сделал выбор в пользу Говарда Джонса из группы Blood Has Been Shed. По словам Адама, они отыграли всего одну песню, и у них не осталось ни малейшего сомнения относительно Говарда — он был именно тем человеком, которого они искали. Вместе с Джонсом Killswitch Engage отправились в длительное турне по городам США и Европы. В период этих гастролей Говард лишний раз доказал, что он сможет заменить ушедшего Лича. «Первое время мне было немного не по себе, когда я выходил на сцену в составе Killswitch Engage, так как я знал, что народ ждет не меня, а Джесса, — рассказывает Говард.- Но я довольно быстро освоился и вскоре действительно почувствовал себя частью этой группы».
В марте 2003 года коллектив отправляется в «MTV Headbanger’s Ball Tour» вместе с Slipknot, Chimaira, Fear Factory, Cradle of Filth и Deicide. Ударник Том Горс не выдерживает слишком плотного гастрольного графика и покидает группу. К счастью, возникший дисбаланс в составе был быстро восполнен новым барабанщиком Джастином Фоли, до этого игравшим вместе с Джонсом в Blood Has Been Shed. Следом за «MTV Headbanger’s Ball Tour», Killswitch Engage едут на всемирно известный «Ozzfest» в компании с DevilDriver, Morbid Angel, Lamb of God и все теми же Slipknot, параллельно приступив к работе над новым студийным альбомом. «Мы очень нервничали, когда записывали эту пластинку, — повествует Джоэл.- Не так-то просто создать что-то по-настоящему крутое и одновременно по полной выкладываться на концертах. К тому же, мы не знали, как изменится наше звучание с появлением в группе двух новых музыкантов. Однако, эти перемены научили нас по-новому смотреть на то, чем мы занимаемся».

### The End of Heartacheи переиздание альбомаKillswitch Engage(2003—2005)
В июле 2003 Killswitch Engage записывают композицию «When Darkness Falls», которая попадает на саундтрек к фильму «Фрэдди против Джейсона» (Freddy VS Jason). Это была первая песня, которую Killswitch Engage записали вместе с Говардом и Джастином Фоли. «Когда я послушал готовый вариант ‘When Darkness Falls’, я был просто ошеломлен, — рассказывает Дуткевич.- Наша команда ещё никогда не была такой дружной и могучей, как сейчас. После этого у нас словно открылось второе дыхание: мы начали писать одну песню за другой, каждый раз испытывая все более удивительные эмоции». Несмотря на то, что работа над третьим диском проходила достаточно быстро, окончательного результата коллектив добился лишь к весне 2004 года. В мае новое творение Killswitch Engage под названием «The End Of Heartache» (Конец сердечной боли) увидело свет. Вот, как прокомментировал эту работу Говард Джонс: «Мы очень старались, чтобы этот диск понравился нашим фанатам. Но в первую очередь, мы хотели сделать такой альбом, который бы порадовал нас самих. И мы действительно это сделали». В поддержку диска Killswitch Engage отправились в очередной мировой тур вместе с Everytime I Die, Soilwork, Thrice и Chevelle.
В январе 2005 года группа переиздает свой дебютный альбом «Killswitch Engage EP», перезаписав все песни с него вместе с Говардом в качестве вокалиста. После этого у группы намечается «Taste Of Chaos Tour» в компании с Slayer и My Chemical Romance.

### As Daylight Dies(2006—2008)
Записанный за три месяца и смикшированный Дуткевичем альбом «As Daylight Dies» был выпущен 21 ноября 2006 и набрал 60 тысяч продаж в первую неделю. Отзывы критиков опять последовали положительные.
Песня «My Curse» доступна, как бонус в игре Guitar Hero III. Кавер-версия хита Dio «Holy Diver» сначала была записана для сборника «Kerrang!».
В начале 2007 группе пришлось отменить три европейских концерта из-за вновь возникших у Дуткевича проблем со спиной (первый раз было в Австралии в 2006). На последующих концертах он был заменен гитаристом из Soilwork Питером Вичерсом (Peter Wichers).
Затем Killswitch Engage участвовали в туре No Fear Tour 2007 вместе с Dragonforce, Chimaira and He Is Legend. В этот раз Дуткевич был заменен Патриком Лачманом (Patrick Lachman) из Damageplan и The Mercy Clinic, ранее участвовавшем в Diesel Machine и у Halford’а. К концу тура Дуткевич смог принять участие и отыграть остаток концертов. Затем группа приступает к записи видеоклипа на песню «The Arms of Sorrow».
В 2007 году Killswitch Engage играли на Download Festival вместе с Iron Maiden, Evanescence, Lamb of God, Linkin Park, Slayer и Marilyn Manson.
Затем последовали туры Bamboozle 2007 и Warped Tour. 6 августа 2007 Дуткевич вынужден был оставить тур из-за вновь возникших проблем со здоровьем. Он был заменен на гитарного техника группы Джоша Михлека (Josh Mihlek) до своего возвращения 14 августа 2007.
Конец 2007 они провели в туре, вместе с Lamb of God, DevilDriver и Soilwork.
В феврале-марте 2008 Killswitch Engage принимают участие в фестивале Soundwave Festival в Австралии вместе с такими группами, как The Offspring, Incubus, As I Lay Dying, Alexisonfire, Haste The Day, Saosin и Carpathian.

### Killswitch Engage II(2008—2012)
Второй одноимённый и пятый по счёту студийный альбом Killswitch Engage увидел свет 30 июня 2009 года. Он стал самым успешным в дискографии коллектива и попал на 7 место в Billboard 200. Однако гастроли в поддержку релиза были омрачены временным уходом вокалиста Говарда Джонса в феврале 2010 года. Туровой заменой стал Фил Лабонте из All That Remains. О причинах ухода Джонса группа не сказала ничего определённого, заявив лишь, что это личная проблема и что «сейчас он не в состоянии выступать на сцене».
4 января 2012 года Говард Джонс все-таки решил навсегда покинуть Killswitch Engage по неопределенным обстоятельствам. Вот, что написала группа по этому поводу: «Для нашей семьи, друзей и поклонников: мы решили продолжить заниматься группой без участия вокалиста Говарда Джонса. Мы любим Говарда и благодарны ему за девять лет, которые мы провели вместе с ним. Из уважения для всех участников мы не будем обсуждать конкретные причины этого решения. Говард является частью нашей семьи и всегда будет оставаться ею, и мы желаем ему всего наилучшего. Он оставил после себя большую брешь, которую очень трудно будет восполнить в дальнейшем, поэтому сейчас для нас становится приоритетом номер один, чтобы найти ему замену и двигаться дальше. Самое главное, спасибо всем вам за поддержку на протяжении многих этих лет. Мы действительно ценим это, и мы рассчитываем записать новую пластинку в скором будущем, чтобы мы все могли гордиться ею. С уважением Адам, Джоэл, Майк и Джастин.» Об уходе было объявлено на официальном веб-сайте группы.
От Говарда…
«Ну что, я считаю, что пора пролить немного света, не вдаваясь в серьёзные подробности.
Как некоторые из вас могут знать, у меня было несколько, мягко говоря, интересных лет, проведенных в борьбе с некоторыми личными проблемами. Одной из них стал найденный сахарный диабет второго типа, который развивался незамеченным годы. Остальные участники команды поддерживали меня, и, если быть честным, именно они и были той причиной, по которой я ещё шел вперед. Все это дело определённо меня напугало.
В последнее время мы творили, но я как-то не смог увлечься новым альбомом и всеми теми гастролями, которые последуют за его выходом. Парни это поняли раньше меня. Вспоминая, я понимаю, что моего сердца не было в этом материале.
Я провел замечательное десятилетие с KILLSWITCH ENGAGE. Я люблю Justin’a, Mike’a D, Joel’a и Adam’a за все, что было, и за то, что поддерживали меня, как бы плохо ни было. У меня осталось множество прекрасных воспоминаний, и я буду бережно их хранить.
Буду ли я заниматься музыкой? Конечно. Я провел почти полжизни в группах, так что останавливаться нет смысла. Пока же встречайте новый альбом KE, он должен быть хорош.
Спасибо всем за то, что дали мне шанс вас развлечь, и я желаю себе успеха в моих новых начинаниях.
А сейчас я на рыбалку.»
В понедельник, 6-го февраля было анонсировано через официальный веб-узел, что прежний вокалист Джесси Лич воссоединился с группой.

### Disarm the Descent(2013—2015)
2-го апреля 2013 года группа выпустила новый альбом Disarm the Descent с Джесси Личем на вокале. Альбом дебютировал на 7 месте Billboard top 200, а также получил позитивные отзывы критиков.

### Incarnate(2015—2017)
В феврале 2015 года группа выпустила новый сингл «Loyalty», который появился в сборнике «Catch The Throne: The Mixtape Volume 2» — официальной компиляции к старту нового сезона сериала Игра престолов. Позже, песня вошла на следующий студийный альбом группы в качестве бонус-трека.
10 декабря группа представила вторую песню с нового альбома под названием «Strength of the Mind».
11 марта 2016 года Killswitch Engage выпустили седьмой альбом «Incarnate». В марте того же года группа выступала на собственном туре с Memphis May Fire и 36 Crazyfists в качестве групп поддержки. 27 сентября 2016 года Лич объявил на своей странице в Instagram, что группа выпустит документальный фильм, состоящий из живых выступлений с 2012 года. 25 ноября 2016 года группа выпустила Blu-ray/CD под названием Beyond The Flames: Home Video Vol.2. Blu-ray содержало живые выступления, которые были записаны по всему миру с 2012 по 2016 год, и документальный фильм продолжительностью в один час, а также музыкальные клипы, личные профили группы и многое другое, плюс бонусный концертный CD, содержащий живые треки с шоу Monster Mosh 2014 года. В «Черную пятницу» у сета из двух дисков была эксклюзивная распродажа в музыкальных магазинах. Теперь этот сет доступен для онлайн-покупки и цифровой загрузки в магазине Killswitch Engage.

### Atonement(2017-настоящее время)
30 августа 2017 года группа объявила на своей странице в Instagram, что они находятся в процессе записи демозаписей для своего готовящегося восьмого студийного альбома. В апреле 2018 года стало известно, что бывший вокалист группы Говард Джонс появится на их новом альбоме, исполняя дуэт с Джесси Личом на песне под названием «The Signal Fire». Группа отменила даты своего тура с 26 апреля по 5 мая из-за необходимости вокалисту Джесси Личу перенести операцию на голосовых связках. Во время интервью с подкастом «Wall of Sound: Up Against the Wall» в октябре 2018 года Джесси Лич поделился более подробной информацией о песне с Говардом Джонсом, заявив: «Он пишет строчку, я пишу строчку, мы поем хор вместе, это по-настоящему тяжелое дерьмо» и что песня была вдохновлена новой группой Говарда Light the Torch и дружбой между группами. 24 апреля 2019 года группа разместила в своем Instagram информацию, что альбом выйдет осенью.
Согласно Music Week, группа подписала контракт с лейблами Metal Blade Records (для выпуска в США), Music for Nations (в Великобритании) и заключила международный контракт с Columbia/Sony. Эти лейблы выпустили восьмой студийный альбом группы Atonement 16 августа 2019 года. 20 августа 2019 года группа выпустила музыкальное видео на третий сингл Atonement «The Signal Fire», песню, которую они записали с бывшим фронтменом Говардом Джонсом (ныне Light the Torch).

## Состав группы

### Текущие участники
- Майк Д’Антонио[англ.] — бас-гитара (1999—настоящее время)
- Адам Дуткевич — соло-гитара (2002—настоящее время), бэк-вокал (1999-настоящее время), ударные (1999—2002)
- Джесси Лич[англ.] — ведущий вокал (1999—2002, 2012—настоящее время)
- Джоил Штретцель[англ.] — ритм-гитара, бэк-вокал (1999-2000; 2001; 2002—настоящее время), соло-гитара (1999-2002)
- Джастин Фоли[англ.] — ударные (2003—настоящее время)

### Бывшие участники
- Пит Кортезе — ритм-гитара (2000—2001)
- Том Гомес — ударные (2002—2003)
- Говард Джонс[англ.] — ведущий вокал (2002—2012)

## Дискография
- 2000 — Killswitch Engage
- 2002 — Alive or Just Breathing
- 2004 — The End of Heartache
- 2006 — As Daylight Dies
- 2009 — Killswitch Engage II
- 2013 — Disarm The Descent
- 2016 — Incarnate
- 2019 — Atonement
- 2025 — This Consequences